# 한태웅
한태웅(2003년 4월 11일 ~ )은 대한민국의 농부이자 유튜버이다.

## 출연 작품
- 《풀 뜯어먹는 소리》 (2018)
- 《풀 뜯어먹는 소리 - 가을편》 (2018)
- 《풀 뜯어먹는 소리 3 - 대농원정대》 (2019)